# Tập hợp đếm được
Tập hợp đếm được (hay tập hợp có lực lượng đếm được) trong toán học được định nghĩa là tập hợp có thể thiết lập một đơn ánh vào tập hợp số tự nhiên. Điều này nghĩa là tập hợp này có cùng lực lượng với một tập con nào đó của tập các số tự nhiên.
Các tập hợp không phải là tập đếm được được gọi là tập hợp không đếm được.
Khái niệm này được nhà toán học Georg Cantor đưa ra.
Một số tác giả thu hẹp định nghĩa tập đếm được là các tập mà tồn tại song ánh từ chúng tới tập hợp các số tự nhiên (tức là có cùng lực lượng với lực lượng của các số tự nhiên). Định nghĩa hẹp này loại bỏ những tập có số lượng hữu hạn các phần tử khỏi khái niệm đếm được.

## Ví dụ
Theo định nghĩa rộng, các tập hữu hạn như
A = {a, b, c}
B = {1, 2}
là các tập đếm được. Các tập vô hạn như tập các số tự nhiên, tập các số hữu tỷ, tập tất cả các tập con hữu hạn của tập các số tự nhiên,... đều là các tập đếm được.
Những tập như tập số thực, tập tất cả các tập con của tập các số tự nhiên (tức tập lũy thừa của tập các số tự nhiên),... không phải là các tập đếm được.

## Tính chất
Theo định nghĩa rộng, tập hợp đếm được có thể là vô hạn hoặc hữu hạn. Tất cả mọi tập đếm được và có vô hạn phần tử đều có cùng lực lượng với tập các số tự nhiên; còn các tập đếm được hữu hạn đều có lực lượng là một số tự nhiên nào đó (bao gồm số 0).
Mọi tập con của tập đếm được là đếm được. Mọi tập con vô hạn của tập đếm được vô hạn cũng là tập đếm được vô hạn (và do đó có cùng lực lượng với tập mẹ). Tích Descartes của hữu hạn các tập đếm được là một tập đếm được.

## Khảo sát tính đếm được của một số tập hợp

### Tập hợpsố tự nhiên

Các số tự nhiên dùng để đếm (một quả táo, hai quả táo, ba quả táo....).

Tập hợp số tự nhiên và các tập con của nó đếm được, vì tập hợp này tương đương với chính nó (xét dãy logic: đồng nhất ánh - song ánh - đơn ánh - đếm được).

### Tập hợpsố nguyên

Số nguyên âm -1

Tập hợp số nguyên đếm được.
Xét ánh xạ sau:
f: Z → N
f(z) = 2z, nếu z ≥ 0
f(z) = 2|z| - 1, nếu z < 0.
f là song ánh. Điều đó chứng tỏ Z và N có cùng lực lượng.

### Tập hợpsố hữu tỉ
Tập hợp số hữu tỉ đếm được.

Số hữu tỷ 1/4

Thật vậy, mỗi số hữu tỉ có thể biểu diễn duy nhất bởi m⁄n là phân số tối giản, với m là số nguyên và n là số nguyên dương. Xét ánh xạ từ tập hợp Q (tập các số hữu tỉ) lên tích Descartes Z × Z\{0}:
f: Q → Z × Z\{0}
{\displaystyle \textstyle f\left({\frac {m}{n}}\right)=(m,n)}
ánh xạ này là đơn ánh, điều đó chứng tỏ Q là tập hợp con của tập Z × Z\{0}, và do đó có lực lượng đếm được.

### Tập hợpsố thực
Tập hợp số thực không đếm được.
Trước hết, ta chứng minh bổ đề sau:
Cho A là tập hợp các số thực trong khoảng (0,1); ta chứng minh tập hợp A không đếm được.
Chứng minh phản chứng. Giả sử A đếm được, khi đó tồn tại song ánh:
f: A → N.
Xét số thực r thuộc A.
Ký hiệu ri là chữ số thứ i của r sau dấu phẩy (trong hệ thập phân). Như vậy r = 0,r1,r2,r3...,ri....
Ta xây dựng r bằng cách đưa ra quy tắc tính từng chữ số trong biểu diễn thập phân của r:
Tính ri
Ký hiệu f -1(i) là tạo ảnh của i. Tức là f (f -1(i)) = i,
ri = 9 - Chữ số thứ i của f -1(i).
Do r thuộc A, nên tồn tại n thuộc N sao cho: f(r) = n.
Theo quy tắc trên thì:
rn = 9 - rn, suy ra 2rn = 9 (vô lý vì 9 là số lẻ).
Vậy điều giả sử là sai, suy ra tập A không đếm được. Bổ đề chứng minh xong.
Mặt khác, tập A là tập con của R (tập số thực), suy ra R là tập không đếm được.

### Tập hợpsố phức
Tập hợp số phức không đếm được.
Do R là tập con của tập C (tập số phức), R không đếm được, suy ra C không đếm được.

### Một số tập hợp khác
Tập các số thực thuộc các khoảng, đoạn, và nửa khoảng ((a,b), [a,b], [a,b), (a,b], [a,+{\displaystyle \infty }), (a,+{\displaystyle \infty }), (-{\displaystyle \infty },a), (-{\displaystyle \infty },a] )với a < b là số thực, là tập không đếm được (xem chứng minh ở phần tập hợp số thực).

## Số thứ tự đếm được đầu tiên
{\displaystyle \mathbb {N} } là số thứ tự nhỏ nhất có lực lượng đếm được. Tiếp sau nó là {\displaystyle \mathbb {N} +1,\mathbb {N} +2,\dots } Lực lượng của chúng đều bằng {\displaystyle \aleph _{0}}.
Số thứ tự không đếm được đầu tiên được ký hiệu là {\displaystyle \omega _{1}}. Tiếp sau nó là {\displaystyle \omega _{1}+1,\omega _{2}+1,\dots } Lực lượng của chúng đều bằng {\displaystyle \aleph _{1}}, lực lượng không đếm được nhỏ nhất.